# 赤1号

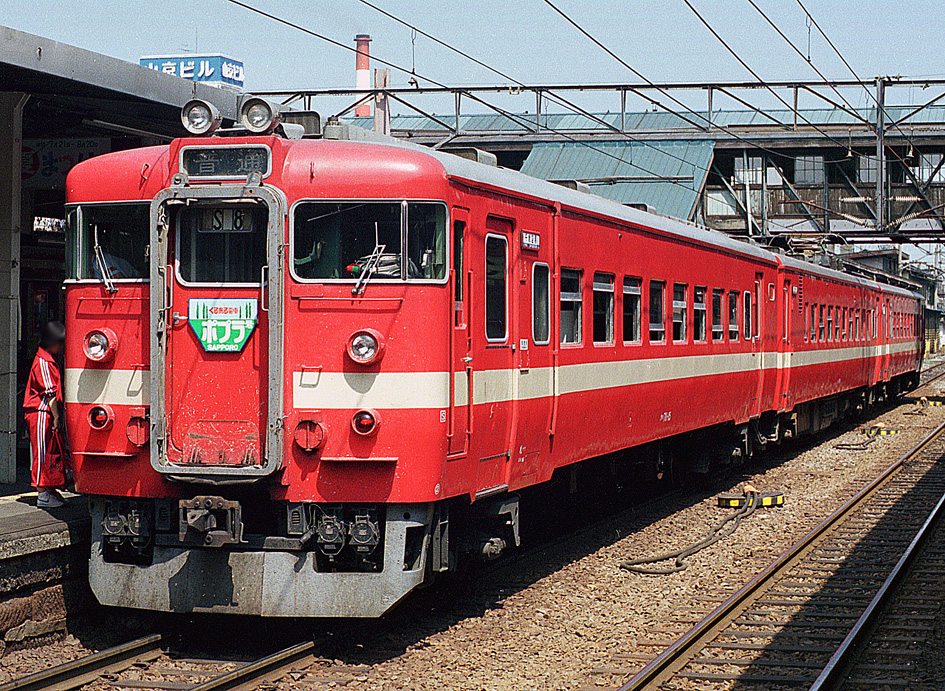
赤1号を地色とした711系

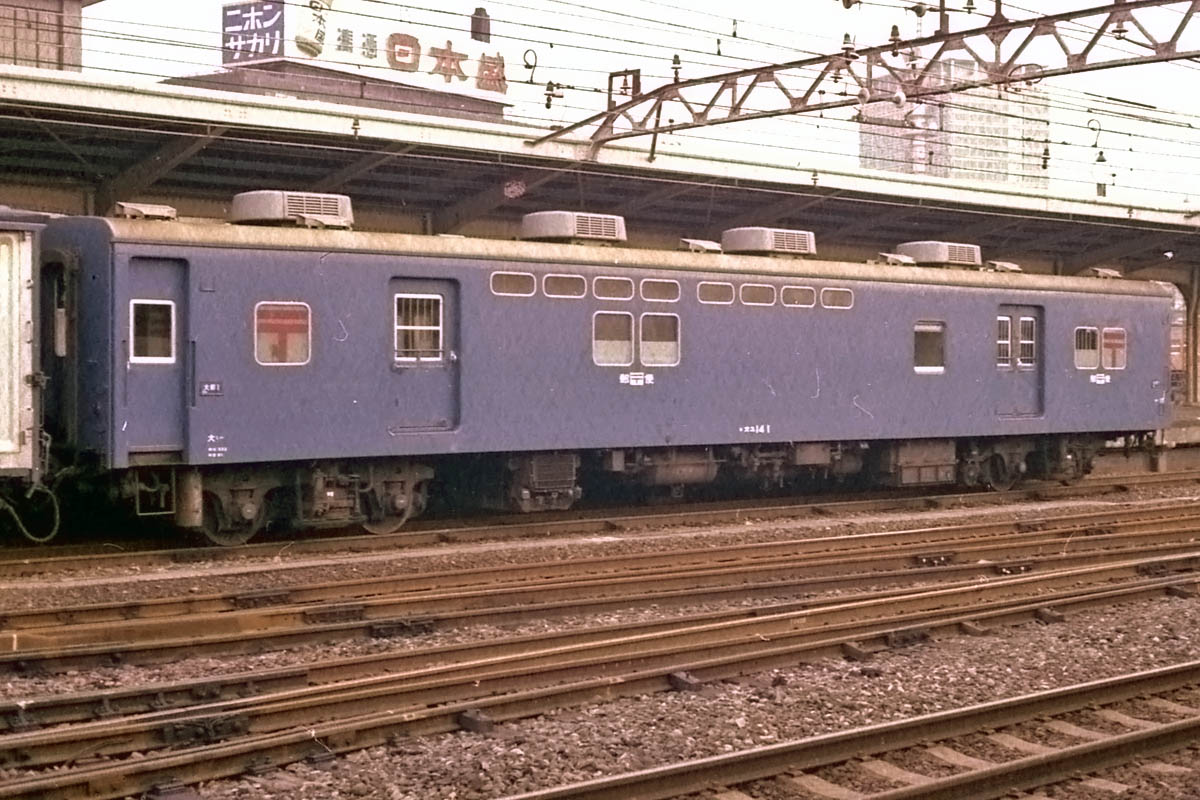
郵便車の窓に表示された〒マークが赤1号である。

赤1号（あか1ごう）は、日本国有鉄道（国鉄）が定めた色名称の1つである。

## 概要
国鉄部内の慣用色名称は「赤」である。
郵便車の「〒」マークや、国鉄コンテナのJNRマークの色、燃料配管の色、特急形車両の文字マークの英字部分など、どちらかといえば部分的に、あまり目立たない使われ方をされていた色である。
しかし、1984年末には711系電車のカラーリング変更が開始され、本色を地色としてクリーム1号の帯を配したデザインとなった。地色に本色が本格採用されたのは、これが初めてである。

## 使用車両
- JR東海119系(するがシャトル色の帯)
- JR北海道711系
- JR四国キハ32形(高知地区の投入当初の帯色)
- JR東日本107系0番台
- 郵便車全般

## 近似色
- 赤
- 西武レッド - 西武5000系「レッドアロー」の帯色。
- 東京メトロ丸ノ内線の路線色、および開業時から1996年まで（営団時代の）同線で使われていた鋼製車両の車体色。
- Osaka Metro御堂筋線の路線色
- 東急電鉄のコーポレートカラー